# Георги Пейков
Георги Пейков Попов, известен като Гоно Пейков, е български просветен деец от Македония.

## Биография
Пейков е роден на 14 септември 1848 година в боймишкото градче Гумендже, тогава в Османската империя, днес в Гърция, в семейството на Пейко Попов от Гумендже и Карамфила Граматикова от село Тушилово. Учи частно при градските свещеници Зарин и Тодор, след това в гръцкото училище при даскалите Гребенара и Вангел Хаджинаков от Воден и накрая завършва гръцкото класно училище в Бер. През ваканциите в родния си град зографският духовник, управляващ манастирския метох в Гумендже отец Харалампий Айдаринов го запознава и с българското писмо.
След завръщането си от Бер две учебни години - 1867/1868 и 1868/1869 година - е учител в Тушилово, а след това 6 години до 1874/1875 година учителства в Горгопик. Опитва се да започне преподаване на български език, но местният първенец дядо Кольо не се съгласява и по препоръка на гумендженския български учител Вениамин в 1875/1876 година Пейков отива учител в село Тумба вече като български учител. В Тумба учителства 6 години до 1879/1880 година по взаимоучителния метод. От 1880/1881 до 1887/1888 година е втори учител в гумендженското българско училище, в което ръководи I и II отделение, докато през лятото кара учителски курсове в Солун. В 1888/1889 отново учителства в Тумба, следващите две години се връща в Гумендже, а после учителства в постепенно отказващите се от Патриаршията села - Боймица, Тушилово, Геракарци, Бубакево и други.
По време на Илинденско-Преображенското въстание е арестуван и затворен в Солун. Макар и оправдан, под натиска на гръцкия митрополит му е отнето разрешителното да преподава. В 1905 година се опитва да стане учител в Бубакево, но е арестуван и въдворен в Гумендже без право да учителства.
След Младотурската революция в 1908 година учителските му права са възстановени и той отново започва да преподава. През учебната 1908/1909 година е учител в Тушилово, където е и черковен певец.
Балканската война го заварва като учител в село Петгъс. При избухването на Междусъюзническата война на 16 юни 1913 година даскал Гоно заедно със 180 първенци от Гумендже е арестуван и заточен на остров Трикери. Освободен през ноември се завръща в Гумендже, но е принуден от властите да се изсели в България. Установява се в Западна Тракия, където до окупацията на областта от Гърция в 1920 година също учителства. По-късно работи в Царибродско и в село Сеславци, където се пенсионира.
Неговият ученик Христо Шалдев пише за даскал Гоно:
| „ | По характер беше тих и трудолюбив, а като общественик – еволюционист. Той беше посветен в революционните борби, но революционните подвизи бяха чужди за него, защото не подхождаха на темперамента и разбиранията му, макар пред очите на турските управници да минаваше за баш кумита. Неговите заслуги към българската идея и българското племе се заключават в това, че в продължение на 55 години ревностно и предано работи за успеха на българското училище... Но учителят Гоно не обучаваше учениците си само на четмо и писмо. Той с едно завидно постоянство всаждаше в крехките души на учащата се младеж любов към родината и родната черква и към музиката. | “ |

Умира на 21 март 1934 година в България.